# Flávio de Toledo
Flávio do Rego Freitas de Toledo (São Paulo, 8 de dezembro de 1930 — ibid., 6 de outubro de 2001) foi um professor e pesquisador brasileiro nas áreas de recursos humanos,comportamento organizacional,gestão entre outros.

## Biografia
Desde 1950 dirigiu programas de desenvolvimento do comportamento organizacional e de recursos Humanos. Após 15 anos de experiência em trabalhos exercidos em vários estados do Brasil, trabalhou por mais de dez anos como secretário num departamento da Organização das Nações Unidas (ONU), onde pesquisou e dirigiu muitos programas em vários organismos ligados ao desenvolvimento econômico e social na República Democrática do Congo (ex-Zaire), Chile, Suíça, Estados Unidos e Países Baixos.
Flávio de Toledo foi o maior nome da administração brasileira. Escreveu 20 livros abordando conhecimento e ensinamento ligados a administração e economia,onde muitos são os mais conceituados e recomendado nessas áreas.Flávio apresentou muitos seminários ligados as áreas de recursos humanos,comportamento organizacional,muitos feitos junto a seu filho Ricardo de Toledo que são vistos até hoje como base de estudos e conhecimento.
Foi professor da Escola de Administração de Empresas de São Paulo, mantida pela (FGV) Fundação Getulio Vargas.
Obras:
- Manual de Administração de Pessoal - Relações Industriais, ed. Atlas 1960
- Administração de pessoal: desenvolvimento dos recursos humanos, ed. Atlas 1975
- Capacitação de Equipes de Venda, ed. Atlas 1975
- Administração de Pessoal, ed. Atlas 1977, ISBN 8522403767
- Dicionário de administração de recursos humanos, com Benedito Milioni, ed. Expressão e Cultura 1979, ISBN 8520800262 (2°. edição 1983, relançado por Milioni em 2003)
- Recursos humanos no Brasil: mudanças, crises e perspectivas, ed. Atlas 1981
- Recursos Humanos - crise e mudanças, ed. Atlas 1986, ISBN 8522401357
- Auto-Realização: a Evolução Humanista, ed. Edicon 1988
- Treinamento Eficaz do Profissional de Vendas, ed. Atlas 1989
- O Que São Recursos Humanos, ed. Brasiliense 1993, ISBN 8511010661
- A Nova Itália e o Brasil, ed. FTA 1994
- Recursos Humanos e Globalização, com Rachel Regis, ed. FTA 1996

1. ↑  flysoftpsicologica.hpg.ig.com.br: Biblioteca Temática, acessado 19 de novembro de 2009